# Mazyrský rajón
Mazyrský rajón (bělorusky Мазырскі раён, ukrajinsky Мозирський район, rusky Мозырский район) je územně-správní jednotkou na jihozápadě Homelské oblasti v Bělorusku. Administrativním centrem rajónu je město Mazyr (bělorusky Мазыр, rusky Мозырь).

## Geografie
Rozloha rajónu je necelých 1604 km². Rajón hraničí s Kalinkavickým rajónem, Chojnickým rajónem, Naraŭljanským rajónem, Jelským rajónem, Lelčyckým rajónem a Petrykaŭským rajónem Homelské oblasti.
Hlavními řekami jsou Pripjať a její přítoky Trjemlja, Ipa, Něnač, Tup, Mytva, Salakuča, Skalodzina a Krapiŭna a také Čerceň – přítok Slavěčny.

## Historie
Rajón byl založen 17. července 1924.

## Ekonomika
V roce 2010 průmyslové podniky vyrobily zboží či poskytly služby v celkovém objemu 13,906 bilionů rublů.
Celkem je ve městě Mazyr a celém rajónu 30 průmyslových podniků, hlavními zaměstnavateli je závod na zpracování ropy, kde se vyrábí motorový benzin, motorová nafta, topné oleje a asfalt. Podnik vyrobí 95,3 % produkce rajónu.
Dalšími většími podniky jsou:
— ОАО «Mazyr'soľ» – dobývání a výroba jedlé soli.
— ОАО «Bjelaruskabjeľ» – výroba montážního a žáruvzdorného vedení, silových a řídících kabelů, zemědělských kabelů, komunikačních kabelů a různých kabelů pro speciální určení z měděného a hliníkového drátu.
— RUP "Mazyrský kombinát na výrobu lékařských a alkoholických výrobků «Etanol»" – výroba vína, vodky, likérů a destilátů.
— RUP «Mazyrskoj zavod sjeľskochozjajstvjennogo mašinostrojenija» zemního plynu a ropy, domácích kotlů.
— RUP «Мозырский завод сельскохозяйственного машиностроения» – výroba topných těles, zemního plynu, ropy a domácích kotlů.
— OAO "Mazyrský strojírenský závod" – výroba lesní techniky.
— KPUP "KOLOR" – tiskařská společnost.
— OAO «Mazyr'drjev» – zpracování dřeva a výroba nábytku.
— ОАО "Mazyrský oděvní závod «Nadeks» – výroba oděvů (trika, halenky).

## Doprava
Rajónem prochází železniční trať Kalinkavičy – Ovruč a silniční komunikace Mazyr – Ovruč, Mazyr – Naroŭlja, Mazyr – Ljelčycy, Mazyr – Pjetrykaŭ. Na řece Pripjať je provozována i vodní doprava.